# ۶۱۳ (پیش از میلاد)
۶۱۳ (پیش از میلاد) ۶۱۳مین سال قبل از تقویم میلادی است.